# El vampiro negro: Una leyenda de Santo Domingo

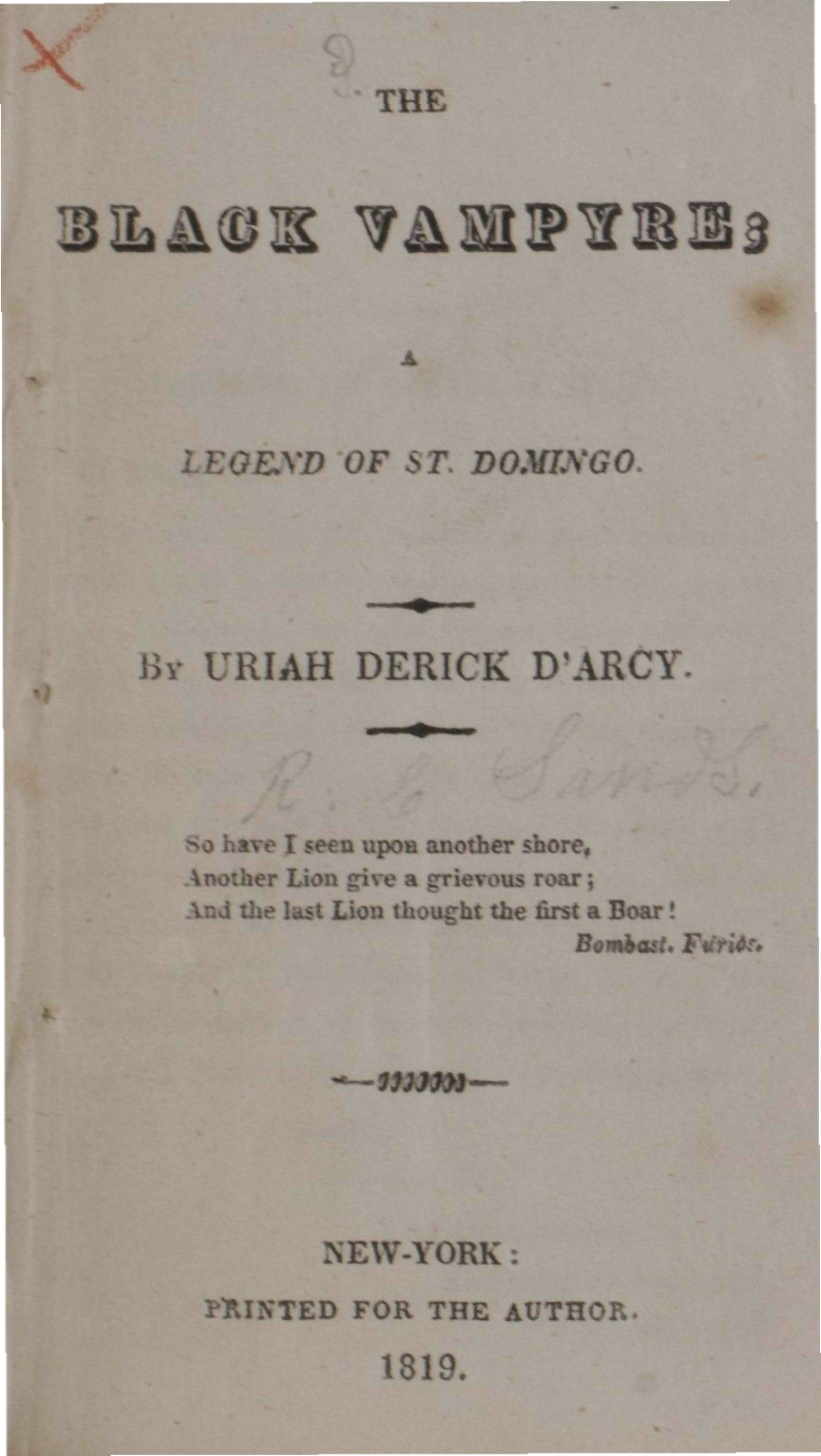
Portada de "El vampiro negro".

El vampiro negro: Una leyenda de Santo Domingo (The Black Vampyre: A Legend of St. Domingo) es un relato publicado en los Estados Unidos en 1819  con el seudónimo de Uriah Derick D'Arcy. Se considera este relato como la primera historia de un vampiro negro, la primera historia de vampiros de los Estados Unidos, y quizás la primera historia abolicionista de ese país. El vampiro negro cuenta la historia de un esclavo negro que resucita después de ser asesinado por su propietario y decide vengarse de él robándole a su hijo y casándose con su esposa. El autor del relato presenta la historia en un contexto influenciado por la Revolución haitiana.

## Sinopsis
La historia comienza con el testimonio del Mr. Anthony Gibbons, que cuenta la historia de su familia. El inicio es el relato de cómo sus ancestros dejaron Guinea a bordo de un barco francés y llegaron a Santo Domingo, donde fueron vendidos como esclavos. Todos murieron poco después, con la excepción de un niño pequeño que fue vendido a Mr. Personne, que lo arroja al mar, pero el cuerpo del niño es devuelto a la costa, donde resucita bajo la luz de la luna. Mr. Personne intenta matar de nuevo al niño quemándolo en una hoguera, pero es el niño quien arroja a Mr. Personne a las llamas, dejándolo lleno de quemaduras.
Mr. Personne recupera la consciencia en su propio lecho y envuelto en vendajes. Llama a su mujer Euphemia y a su hijo pequeño, pero su esposa le dice que su hijo ha muerto y solo han quedado de él piel, pelo y uñas. Al oír que su hijo ha muerto, Mr. Personne también muere.
Euphemia vuelve a casarse en dos ocasiones, primero con Mr. Marquand y después con Mr. Dubois, pero vuelve a enviudar y quedarse sola. Mientras llora la muerte de Dubois, se presenta ante ella un hombre de color llamado el Príncipe, que lleva de la mano a un niño blanco llamado Zembo. Euphemia se enamora de Prince y pronto se casa con él a pesar de la reticencia del capellán.
A medianoche y después de la boda, el Príncipe lleva a Euphemia al cementerio familiar. El Príncipe y Zembo desentierran el cuerpo del hijo muerto de su primer matrimonio, y utilizan la sangre de su corazón para llenar un cáliz de oro, que el Príncipe obliga a beber a su esposa. El Príncipe le dice entonces que no puede contarle a nadie lo que ha ocurrido en el cementerio y Euphemia se desmaya para despertar en la tumba de su primer marido y descubrir que se ha convertido en una vampira.
El Príncipe resucita a los tres maridos muertos de Euphemia, pero Mr. Marquand y Mr. Dubois se enfrentan en un duelo, que termina cuando el Príncipe y Zembo los atraviesan con una estaca. El Príncipe asegura a Euphemia que su segundo y tercer maridos no pueden volver a ser resucitados. Entonces el Príncipe perdona a Mr. Personne, el primer marido, por haber intentado matarlo cuando era un niño, revelando que es el esclavo superviviente del barco francés. Como señal de buena voluntad, el Príncipe presenta a Zembo como el hijo muerto de Mr. Personne y explica que se ha encargado de su educación.
El Príncipe y sus compañeros vampiros preparan un viaje a Europa y el grupo se detiene en una cueva donde se celebra un baile de vampiros. Dentro de la cueva también hay incontables esclavos armados que obedecen a los vampiros. Los vampiros creen que los inmortales existieron antes que los mortales y que todos los inmortales deberían unirse y tomar las armas para luchar contra la esclavitud (en esta parte también se revela que la única forma de matar a un vampiro es utilizar una estaca o darle una cura especial). Sin embargo, antes de que puedan guiar a los esclavos a la libertad, el grupo es atacado de improviso por unos soldados. Todos los vampiros mueren, excepto Mr. Personne y Euphemia.
Mr. Personne y Euphemia toman la cura y vuelven a ser humanos. Como efecto secundario, Mr. Personne se vuelve dieciséis años más joven que su esposa. Zembo aparece vivo, revelando que fue él quien dio a los soldados información para encontrarlos y matar a los vampiros. Como recompensa, es bautizado con el nombre de Barrabás. También se revela que Euphemia se encuentra embarazada con el hijo del Príncipe.
En el presente, Mr. Anthony Gibbons revela que es descendiente del linaje del hijo del Príncipe, y también afirma que tiene problemas en sus entrañas, que teme sean producto de su apetito como vampiro.

## Personajes
En orden de aparición:
- Mr. Anthony Gibbons es el descendiente del hijo de Euphemia y el Príncipe, que reside en New Jersey. Experimenta extraños apetitos debido a su parte de vampiro.
- El Príncipe es un esclavo guineano y vampiro. Mr. Personne intenta matarlo de varias maneras, pero no lo consigue. Secuestra al hijo de Personne, resucitándolo como Zembo. Vuelve muchos años después, ya adulto, y seduce a Euphemia y se casa con ella. También resucita a los tres maridos de Euphemia, matando a dos de ellos. Es traicionado por Zembo y asesinado en el baile de los vampiros.
- Mr. Personne es un propietario de esclavos, que intenta matar al Príncipe cuando es un niño. Resulta gravemente herido cuando es arrojado a las llamas, y más tarde muere cuando se entera de que su hijo ha muerto. Es resucitado por el Príncipe y convertido en vampiro con su esposa Euphemia, pero se cura y vuelve a ser humano.
- Euphemia es la esposa de Mr. Personne, que se casa en dos ocasiones más después de su muerte antes de casarse con el Príncipe. Sus tres maridos son resucitados y ella convertida en vampira por el Príncipe, pero toma una cura especial y vuelve a ser humana. Queda embarazada con el hijo del Príncipe al final de la historia.
- Zembo es el paje del Príncipe, y el hijo de Euphemia y Mr. Personne. Es educado por el Príncipe, pero termina traicionándolo, informando a los soldados de Santo Domingo dónde encontrar a los vampiros y cómo matarlos. Como recompensa es bautizado con el nombre de Barrabás.
- Mr. Marquand y Mr. Dubois son el segundo y el tercer marido de Euphemia, que son resucitados y asesinados por el Príncipe y Zembo.

## Contexto histórico y literario
Varios críticos han señalado que se trata de la primera historia de vampiros de los Estados Unidos y la primera en la que aparece un vampiro negro. También se ha señalado la proximidad del texto a la Revolución Haitiana, un período de inestabilidad y violencia que llevó a la independencia de Haití entre 1791 y 1804.  En El vampiro negro el autor establece una correlación entre vampirismo, las prácticas mágico-religiosas de Haití y la revolución de los esclavos haitianos. Durante el siglo XIX aparecieron otros textos en los que aparecían personajes monstruosos o inhumanos vinculados a la Revolución Haitiana. En la introducción de Sarah Juliet Lauro a El transatlántico zombi también se muestra una correlación similar entre una criatura monstruosa y las revueltas de esclavos en Haití, señalando que El zombi haitiano es en sí mismo una representación de la historia del pueblo haitiano -esclavos y esclavos que se rebelan.
En el siglo XIX también surgió una literatura de ficción centrada en monstruos y no muertos.  Frankenstein de Mary Shelley surgió al mismo tiempo que las historias de vampiros del Dr. 
John Polidori y Lord Byron. La historia de vampiros de Polidori está directamente relacionada con la historia de El vampiro negro. The New Monthly Magazine de Londres publicó  The Vampyre: A Tale by Lord Byron en abril de 1819, pero posteriormente se reveló que el verdadero autor del texto era John William Polidori. Algunos estudiosos creen que El vampiro negro fue escrito en reacción al relato de Polidori, beneficiándose de la popularidad de El vampiro.
El vampiro negro también ha sido considerado una crítica a los autores de Estados Unidos de la época, considerándolos "vampiros" que se benefician de otros. La obra critica el plagio y a los autores estadounidenses del panorama literario de principios del siglo XIX.

## Recepción crítica
Aunque muchos de los autores de Estados Unidos a principios del siglo XIX estaban interesados por los temas de la raza y la religión, su público se sentía fascinado por las obras escandalosas. El vampiro negro suele ser comparado por los críticos con El vampiro de John Polidori, en la forma que hace referencia a El Giaour de Lord Byron. A menudo se afirma que El vampiro negro es la respuesta americana a la obra de Polidori. A partir de eso, los críticos consideran que la historia mezcla tradiciones americanas y africanas, señalando que el texto presenta la práctica del  obeah, especialmente en el uso de juramentos, fetiches y pociones narcóticas para hacer que los vivos parezcan muertos. La historia relaciona la práctica del obeah y de las religiones afrocaribeñas con el vampirismo. Algunos críticos también afirman que probablemente es la segunda obra inglesa en prosa sobre vampiros.  Los críticos también debaten la ambigüedad de la historia. Duncan Faherty discute la naturaleza vampírica de Zembo y si se trata de un vampiro verdadero o no, pues la mayoría de los niños que aparecen en la literatura del siglo XIX aparecen como víctimas.

## Alusiones y referencias literarias
A lo largo de la historia aparecen múltiples alusiones clásicas, incluyendo referencias a la Biblia, la mitología grecorromana y autores del Renacimiento, así como referencias a obras de teatro, poesía e historias cortas de la época.
La historia comienza con una carta al autor de Wall-Street y espera que ambos sean recordados en el salón de actos del Templo de las Musas. Wall-Street es una obra de teatro de autor desconocido. Se encuentra ambientada en Nueva York y se centra en el tema de las finanzas.
Después de arrojar al niño esclavo al mar y contemplar su resurrección, Mr. Personne tiene miedo. Durante esta descripción aparecen tres líneas (192-194) del Libro 1 de la  Farsalia de Lucano. Estas líneas se encuentran escritas en el latín original. Otra referencia a la Antigüedad clásica se produce cuando Mr. Personne es arrojado a las llamas y la narración lo compara con Hércules. Es una referencia al Libro 9 de las Metamorfosis deOvidio, en el que Hércules se inmola en una pira. Más tarde en la historia, cuando Euphemia se encuentra con el Príncipe, considera que es a la vez tan hermoso como Helena de Troya y tan feo como la Medusa.
Los autores del Renacimiento también aparecen en la historia. Cuando Mr. Personne planea sacrificar al niño esclavo a Moloch, es una referencia a un ángel caído del Paraíso Perdido de John Milton. También aparece una línea de Dos caballeros de Verona de Shakespeare durante el primer encuentro de Euphemia con el Príncipe.

## Temas

### Mestizaje
A lo largo de la historia el mestizaje aparece de muchas formas distintas, una de ellas es cuando el Príncipe rompe la piel de Euphemia. Otro ejemplo es cuando Euphemia da a luz al hijo mulato y medio vampiro de su último marido, el príncipe. El niño termina viajando a New Jersey, mezclando las culturas haitiana, africana y americana. En El vampiro negro existe interés en la mezcla de razas, personificada en el nacimiento del hijo del Príncipe, que introduce una nueva criatura mestiza. En este momento de la historia de los Estados Unidos, políticos y autores literarios comentaban la preocupación social del mestizaje y la pureza racial. El presidente Thomas Jefferson escribió varios ensayos sobre el mestizaje como sus Notas sobre el estado de Virginia.

### Vampirismo
El concepto del vampiro estaba comenzando a aparecer como metáfora de explotación física o económica. El autor convierte la esclavitud en el tema central de su obra haciendo a su vampiro negro y específicamente un africano traído como esclavo al Nuevo Mundo. El Príncipe es un vampiro y habitualmente los vampiros son criaturas inmortales con colmillos afilados que utilizan para beber la sangre de sus víctimas, a las que convierten en sus esclavos. Poderes frecuentes en las historias literarias de vampiros son la fuerza descomunal y un control hipnótico (a veces sensual) sobre las mentes de sus víctimas. El Príncipe muestra algunas de estas características, bebiendo sangre de Euphemia y controlándola hipnóticamente. Algunos críticos señalan que los vampiros de la historia se rebelan contra el capitalismo afirmando que los elementos capitalistas se encuentran vinculados empáticamente con la capacidad del vampiro de absorber la vida de los vivos y el horror de las instituciones no muertas...que también reflejan los orígenes aparentemente racionales de los Estados Unidos que han provocado un cambio en la mitología y la monstruosidad. El pariente más próximo del vampiro es el zombi, que los esclavos africanos dicen que son almas de los muertos que regresan, una palabra que aparece en época tan temprana como 1797, en un libro de viajes a Santo Domingo. El zombi es el monstruo en esencia de las plantaciones de esclavos: representa, mistifica y deriva del miedo a la esclavitud, el choque con ella y la rebelión. Como el zombi, el vampiro está conectado a la historia colonial y post-colonial de la opresión.

### Religión
Conectando la historia con sus orígenes culturales haitianos, muchos de los habitantes del país procedían del corazón de África, y habían sido católicos durante varios siglos antes de la Revolución Haitiana, y por lo tanto habían creado una religión colectiva en la que se adoraban a los santos católicos y a los espíritus de los ancestros africanos, que eran muy importantes en la vida cotidiana y religiosa. La historia de El vampiro negro contiene una mezcla de referencias y alusiones bíblicas y mitológicas. El autor conecta el vampirismo con la religión haitiana y los actos de los vampiros con los de criaturas mitológicas. El nombre de Barrabás recuerda al criminal que fue liberado en lugar de Jesús; como el bíblico Barrabás, Zembo es salvado de la muerte traicionando al vampirismo. De la misma forma que el texto utiliza los nombres para dar autoridad a algunos personajes como el Príncipe, también utiliza nombres alegóricos como Mr. Personne (Sr. Alguien) para implicar que la historia pudo haberle ocurrido a cualquier terrateniente de Santo Domingo, y que al menos en parte, se trata de una historia familiar.

## Autor
Originalmente el texto fue publicado bajo el conocido seudónimo literario de Uriah Derick D'Arcy.  Una reedición de 1845 del texto en la revista literaria The Knickerbocker atribuía la obra a Robert C. Sands, un escritor de la revista junto con Lydia María Child, autora de The Quadroon. Sin embargo, los críticos están convencidos de que el verdadero autor es Richard Varick Dey, un compañero licenciado de Sands en Columbia. R. Dey nació el 11 de enero de 1801 y estudió en el Seminario Teológico de Nuevo Brunswick en 1822. Durante su carrera como reverendo dirigió la Iglesia Congregacionalista de Greenfield Hill, Connecticut y fue pastor de la Iglesia Reformista de Vandewater Street, Nueva York.

## Historia de la publicación
El vampiro negro fue publicado en los Estados Unidos en dos ediciones en 1819. El 21 de junio de 1819 “El New York Daily Advertirser” anunció la publicación y las ventas comenzaron el 23 de junio. La segunda edición se publicó el 30 de agosto de 1819.